# Visnitzkopf
Le Visnitzkopf est une montagne qui s’élève à 2 744 ou 2 745 m d’altitude dans le massif de Samnaun, à la frontière entre l'Autriche et la Suisse.